# Philipp Ségur-Cabanac
Philipp Ségur-Cabanac (* 19. Juni 1975 in Wien) ist ein österreichischer Offizier des Bundesheeres.

## Leben
Philipp Ségur-Cabanac wurde 1975 als Sohn des österreichischen Generals Christian Ségur-Cabanac geboren. Die Familie entstammt einer alten, ursprünglich französischen Adelsfamilie, die Grafen von Ségur, deren österreichischer Familienzweig sich in der Zeit der Französischen Revolution bildete und die seit Generationen Politiker und Militärs stellt.

## Militärische und akademische Laufbahn
Von 1995 bis 1998 absolvierte Ségur-Cabanac die Offiziersausbildung an der
Theresianischen Militärakademie in Wiener Neustadt. Die Ausbildung zum Jagdkommandosoldaten folgte in den Jahren 2002 und 2003.
Im weiteren Verlauf diente er als Referatsleiter in der Grundsatzplanung im Verteidigungsministerium. 
Ségur-Cabanac studierte Rechtswissenschaften an der Universität Wien. Seit Juli 2024 absolviert er eine einjährige Auslandsausbildung am Royal College of Defence Studies in London.

### Dienst als Stabsoffizier
Von 2007 bis 2010 absolvierte er den 18. Generalstabslehrgang an der Landesverteidigungsakademie in Wien. 
Vom 20. April 2020 bis zum 27. Juni 2024 war Ségur-Cabanac Kommandant des Jagdkommandos des Bundesheeres, einer Spezialeinheit des Bundesheeres mit Standort in Wiener Neustadt.

### Auslandseinsätze
- von April bis Juli 1999 in Albanien als Zugskommandant eines Personenschutz-, Wach-, Sicherungs- und Eingreifzug
- von August 1999 bis April 2000 im Kosovo als Zugskommandant eines Personenschutz-, Wach-, Sicherungs- und Eingreifzug